# Allodaposuchus
Allodaposuchus è un genere di crocodilomorfi estinti, vissuto in Europa durante il Cretaceo (Campaniano - Maastrichtiano).

## Descrizione
Come molti altri crocodilomorfi del Cretaceo l'allodaposuco aveva una dimensione relativamente piccola rispetto ai coccodrilli attuali. Il più grande esemplare che si conosce era lungo probabilmente fino a 3,7 metri. Questo aveva un cranio corto, piatto e arrotondato. Esso si distingue in due specie conosciute, Allodaposuchus precedens con un teschio corto, e A. subjuniperus che invece aveva il cranio molto lungo. La principale caratteristica che distingue queste due specie dagli altri crocodilomorfi è l'orientamento di una scanalatura sul retro del cranio, contrariamente ai suoi cugini crocodilomorfi diffuse in altre regioni.

## Filogenesi
I primi studi filogenetici fatti sull'allodaposuco hanno concluso che era un lontano parente stretto dei coccodrilli al di fuori dei Crocodylia, il gruppo che include tutti i coccodrilli attuali, come il coccodrillo del Nilo. Questi studi hanno classificato questo animale come membro primitivo di un clade più grande, chiamato Eusuchia, che ha avuto origine nel Cretaceo.
Quando Franz Nopcsa diede il nome al genere Allodaposuchus, suggerì che questo animale potesse essere uno stretto parente di Leidyosuchus, un coccodrillo vissuto in Canada nello stesso periodo. Nopcsa si basò in ogni caso su fossili frammentari. Dopo molto tempo, nel 2001, in Spagna e Francia vennero trovati due scheletri completi dell'animale, che venne poi reinterpretato come un eusuco basale e non un vero coccodrillo. Lo studio del 2001 ha riconosciuto una stretta parentela tra l'allodaposuco e la famiglia Hylaeochampsidae, degli eusuchi arcaici del Cretaceo inferiore d'Inghilterra. Un'analisi filogenetica del 2010 ha sostenuto una relazione analoga alla classificazione di Nopsca, inserendo l'animale all'interno della famiglia Alligatoroidae, un gruppo di coccodrilli che comprende gli attuali alligatori e Leidyosuchus.